# Livron
Livron település Franciaországban, Pyrénées-Atlantiques megyében. Lakosainak száma 364 fő (2022. január 1.). Livron Luquet, Barzun, Espoey, Hours és Pontacq községekkel határos.

## Népesség
A település népességének változása:
| Lakosok száma | 426  | 421  | 433  | 405  | 393  | 381  | 374  | 370  | 364  |
|               | 2013 | 2015 | 2016 | 2017 | 2018 | 2019 | 2020 | 2021 | 2022 |